# ティファニー・ウィリアムス

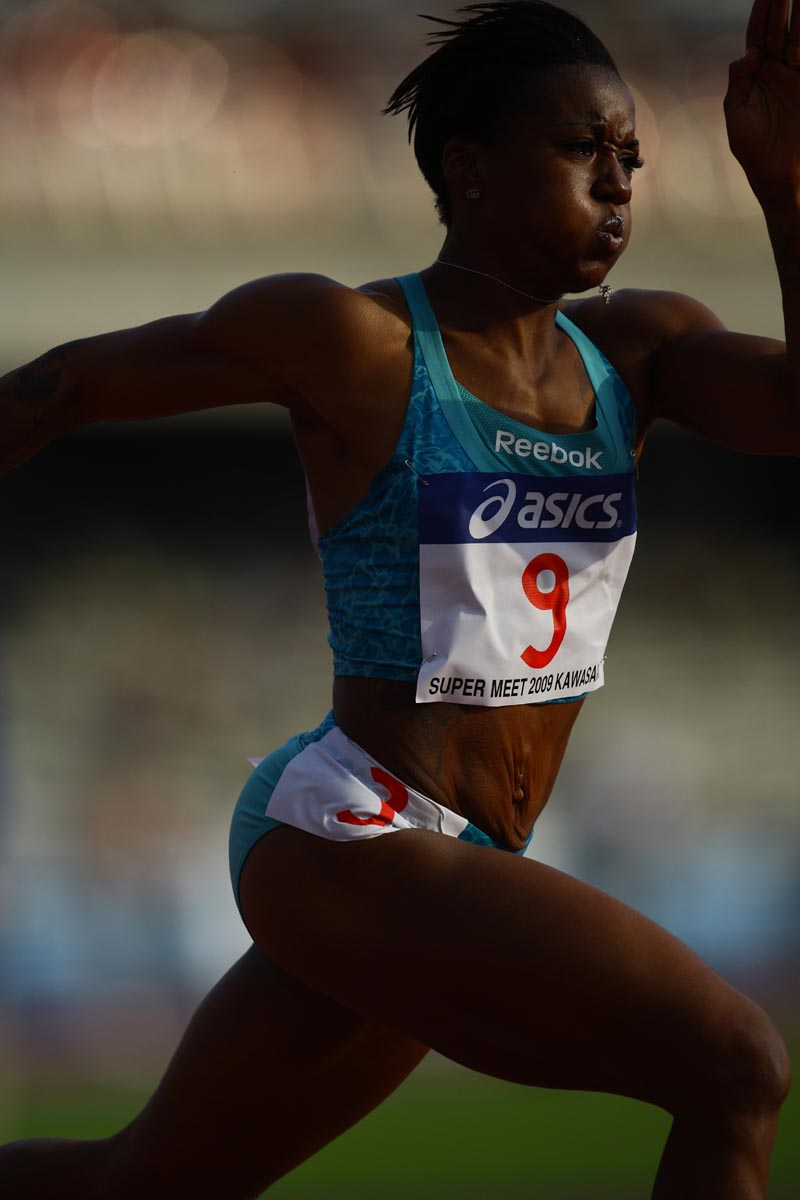
2009年9月スーパー陸上にて

ティファニー・ウィリアムス（Tiffany Ross-Williams、旧姓Ross、1983年2月5日 - ）はアメリカ合衆国の陸上競技選手、専門はハードル。北京オリンピック女子400mハードルアメリカ合衆国代表。
2002年にジャマイカのキングストンで開催された世界ジュニア陸上競技選手権大会100mHにアメリカ合衆国代表として出場し予選1組4着の成績を残した。2006年3月モスクワで開催された世界室内陸上競技選手権大会4×400mRにアメリカ合衆国代表の第2走者として出場し、ロシアに次ぐ2位となり銀メダルを獲得した。また同年9月シュトゥットガルトで開催されたIAAFワールドアスレチックファイナル400mHに出場し、54秒22の記録で2位となった。
2007年6月インディアナポリスで開催された米国選手権400mHで53秒28の自己新記録をマークし優勝、世界陸上競技選手権大会のアメリカ合衆国代表に選出された。またこの記録は2007年の女子400mH世界ランキング1位となるものであった。8月30日、世界陸上競技選手権大阪大会400mH決勝では54秒63の記録で7位入賞の成績を残した。
2008年にはユージーンで開催されたオリンピックトライアルの400mHにおいて勝利し、北京オリンピックアメリカ合衆国代表の座を手にした。北京オリンピック女子400mHでは1次予選、準決勝と勝ち進み、8月20日決勝では57秒55の記録で8位となった。2009年8月世界陸上競技選手権ベルリン大会400mHにもアメリカ合衆国代表として出場し、53秒28の記録で5位入賞の成績を残した。
2009年9月には来日してスーパー陸上に参戦し久保倉里美以下を抑えて優勝している。2005年に結婚し、現在は2児の母である。フロリダ州マイアミ出身。身長157cm、体重57kg。サウスカロライナ大学卒業、Reebok所属。

## 記録
- 100mH - 12秒99（2005年4月 アテネ）
- 400mH - 53秒28（2007年6月 インディアナポリス）